# Bob Black
Bob Black, eigenlijk Robert Charles Black Jr. (Detroit, 4 januari 1951) is een Amerikaanse anarchist en jurist.
Hij is de schrijver van The Abolition of Work, Beneath the Underground, Friendly Fire, Anarchy After Leftism, (De Afschaffing van het Werk en andere Essays, beneden het Ondergrondse, onder Eigen Vuur, Anarchie na het Linksisme) en talrijke politieke essays.
Kenn Thomas verwelkomde Black in 1999 als een “verdediger van de meest bevrijdende stromingen binnen het huidige anti-autoritaire denken.”

## Literair werk
Begonnen aan het eind van de zeventiger jaren, was Bob Black een van de eersten die propageerde wat tegenwoordig het post-linkse anarchisme wordt genoemd. Met zijn fulminerende en confronterende manier van schrijven, heeft hij kritiek uitgeoefend op veel van de als zodanig ervaren heilige koeien van het linksistische, anarchistische, en activistische gedachtegoed. Terwijl hij in zijn studententijd een onafhankelijke Nieuwe Linksist was, raakte Black ontevreden over de autoritaire socialistische ideologie en besteedde, nadat hij het anarchisme had ontdekt, veel energie aan het analyseren van autoritaire trekken binnen ogenschijnlijk “anti-autoritaire” groeperingen. In zijn essay “Mijn probleem met het Anarchisme” schrijft hij: “Jezelf anarchist noemen is een uitnodiging om je te identificeren met een onvoorspelbaar scala aan associaties, een geheel dat waarschijnlijk voor twee mensen nooit hetzelfde betekent, zelfs niet voor twee anarchisten.” Hoewel hij geen anarcho-primitivist is, schrijft hij af en toe wel in anarcho-primitivistische periodieken, waarop hij een grote invloed heeft uitgeoefend.
Een gedeelte van zijn werk uit het begin van de tachtiger jaren (gebundeld in The Abolition of Work and Other Essays) legt de nadruk op zijn kritiek op de stop de kernbewapening-beweging ("Tegen de nucleaire Terreur"), op de uitgevers van de Processed World ("Onderstreep het Bedrog: Een bespreking van de Gedagvaarde Wereld "), "radicale feministen" ("Feminisme als Fascisme"), en vrijdenkers ("De Vrijdenker als Conservatief").

### Het afschaffen van het werken
The Abolition of Work, Blacks meest uitgebreid gelezen essay, baseert zich op de ideeën van Charles Fourier, William Morris, Paul Lafargue, (de schoonzoon van Karl Marx), Paul Goodman, en Marshall Sahlins. Hij pleit daarin voor het afschaffen van de op producent en consument gebaseerde maatschappij, waarin, zoals Black beweert, het hele leven gewijd is aan de productie en consumptie van goederen. Terwijl hij het Marxistische staatssocialisme evenzeer aanvalt als het marktkapitalisme, betoogt Black dat de enige manier waarop mensen vrij kunnen zijn, is dat zij de tijd terugeisen die zij nu kwijt zijn aan banen en werkzaamheden, en in plaats daarvan een vrijwillig en vrij spel maken van de taken die noodzakelijk zijn voor het levensonderhoud – een benadering die als “ludiek” wordt omschreven. Het essay pleit ervoor dat “niemand ooit zou moeten werken,” omdat werken – gedefinieerd als gedwongen productieve activiteit, afgedwongen met economische of politieke middelen – de bron is van vrijwel alle ellende in de wereld. Black hekelt het werken vanwege het gedwongen karakter ervan en de vorm die het aanneemt – ondergeschiktheid aan een baas, een “baan” die van een mogelijk plezierige taak, verandert in een zinloos corvee, vernedering opgelegd door een systeem van arbeidsdiscipline, en een groot aantal arbeidsgerelateerde doden en gewonden, wat Black typeert als “doodslag". Hij vindt de ondergeschiktheid, zoals die op werkplekken heerst, een “aanfluiting van de vrijheid,” en hij hekelt de verschillende theoretici die vrijheid voorstaan terwijl ze het werk verdedigen. Ondergeschiktheid op het werk, beweert Black, maakt mensen dom en creëert angst voor vrijheid. Door het werken raken mensen gewend aan starheid en regelmaat, en hebben geen tijd voor vriendschappen of zinvolle bezigheden. Hij stelt dat de meeste mensen die werken, ontevreden zijn met het werk (zoals blijkt uit al dat kleingeestige afwijkende gedrag tijdens het werk), zodat wat hij zegt onomstreden zou zijn; maar het is wel omstreden, alleen al omdat mensen te dicht op het systeem zitten om de tekortkomingen daarvan te zien.
Spelen wordt daarentegen niet per se door regels gestuurd en wordt vrijwillig gedaan, in volledige vrijheid en in de vorm van een geef-economie. Hij wijst erop dat jager/verzamelaar-gemeenschappen zich kenmerken door het spel, een idee dat hij ontleent aan het werk van Marshall Sahlins; hij verhaalt over de opkomst van hiërarchische gemeenschappen, waardoor de mensen telkens steeds meer werk wordt opgedrongen, zodat het gedwongen werken zelfs in de ogen van de boeren uit oudheid en middeleeuwen onbegrijpelijk onderdrukkend zou lijken. Hij reageert op het idee dat “werk,” als het niet gewoon inspanning of energie is, noodzakelijk is om belangrijke maar onplezierige taken te vervullen, door te beweren dat op de eerste plaats de belangrijkste taken ludiek gemaakt kunnen worden, of “gered” kunnen worden door ze te veranderen in speelse en ambachtelijke activiteiten, en op de tweede plaats, dat het overgrote deel van het werk helemaal niet gedaan hoeft te worden. Dat laatste is overbodig omdat het alleen ten dienste staat van handelsverkeer en sociale controle, die alleen maar bestaat om het systeem van werken als geheel in stand te houden. Voor wat er dan nog overblijft beveelt hij de benadering van Charles Fourier aan, namelijk de activiteiten op een zodanige manier regelen dat mensen ze graag willen doen. Hij staat ook sceptisch, maar wel open voor de mogelijkheid om werk uit te bannen door middel van werkbesparende technologieën. Hij vindt dat links niet ver genoeg kan gaan in zijn kritiek, omdat het voor zijn kracht afhankelijk is van de categorie werkers, bij wie juist de waarde van het werk vastgesteld moet worden.

### "Anarchie na het Linksisme", en de ruzie met Bookchin
Vanaf 1997 raakte Black betrokken bij een discussie, die werd uitgelokt door de publicaties van de anarchist en oprichter van het Institute for Social Ecology, Murray Bookchin, een uitgesproken criticus van de post-linkse anarchistische stroming. Bookchin schreef en publiceerde Social Anarchism or Lifestyle Anarchism: An Unbridgeable Chasm, (Sociaal anarchisme of anarchisme als een manier van leven: een onoverbrugbare kloof) waarin hij post-linkse anarchisten en anderen als “levensstijlanarchisten” etiketteerde – waarmee hij doorborduurde op een thema, dat hij had ontwikkeld in zijn Philosophy of Social Ecology. Hoewel hij niet rechtstreeks verwijst naar het werk van Black (een verzuim dat Black als symptomatisch interpreteert) heeft Bookchin duidelijk impliciet Blacks verwerpen van het werk op het oog, als hij kritiek uitoefent op schrijvers als John Zerzan en Dave Watson, die hij, aanvechtbaar, onder dezelfde stroming schaart.
Voor Bookchin is "anarchisme als een manier van leven" individualistisch en kinderachtig. “Levensstijl-anarchisten” eisen “anarchie nú,” waarbij zij zich voorstellen dat zij een nieuwe maatschappij kunnen vormen door individuele levensstijlveranderingen. Hij vindt dat een soort schijn-onaangepast consumentisme dat uiteindelijk geen effect heeft op het functioneren van het kapitalisme, omdat het er niet in slaagt de feitelijkheden van de huidige stand van zaken te onderkennen. Hij baseert deze polemiek op een sociaal-realistische kritiek op het relativisme, dat hij zowel met het levensstijl-anarchisme associeert als met het postmodernisme (waarvan hij beweert dat het daarmee samenhangt). Hij beweert dat een ludieke benadering leidt tot maatschappelijke onverschilligheid en egoïsme, vergelijkbaar met die van het kapitalisme. In plaats van deze benadering pleit hij voor een veelsoortig anarchisme, waarbij maatschappelijk verzet zwaarder weegt dan individuele acties, en het gevecht dialectisch uitgroeit, zoals in de klassieke Marxistische theorie. De onoverbrugbare kloof uit de titel van het boek, is de kloof tussen individuele “autonomie” – die voor Bookchin een bourgeois-illusie is – en maatschappelijke “vrijheid,” wat rechtstreekse democratie inhoudt, gemeentelijk zelfbestuur en linkse bemoeienis met maatschappelijke aangelegenheden. In feite neemt zijn agenda de vorm aan van een combinatie van elementen van het anarchistische communisme en steun voor plaatselijk zelfbestuur en Niet Gouvernementele Organisatie-initiatieven, wat hij terugvoert tot vrijzinnig plaatselijk zelfbestuur. Hij beweert dat “levensstijl-anarchisme” ingaat tegen de fundamentele leerstellingen van het anarchisme, wat hij dus beschuldigt van “decadentie” en een “kleingeestige bourgeoismentaliteit,” en ziet als een uitwas van de Amerikaanse decadentie en een tijdperk van afname van de strijdactiviteiten. Hij spreekt op een nostalgische manier over “het Links dat ooit was” als iets dat, ondanks al zijn tekortkomingen, verreweg superieur was aan wat er sindsdien is gekomen.
Als reactie publiceerde Black Anarchy After Leftism (Anarchie ná het Linksisme) dat later een vruchtbaar post-links boek bleek te zijn. De tekst is een combinatie van een puntsgewijze, bijna wettische, ontleding van het argument van Bookchin, met een bittere theoretisch polemische ondertoon, en zelfs persoonlijk beledigend voor Bookchin (niet wie hij doorlopend verwijst als “de Decaan”). Black beschuldigt Bookchin van moraliseren, wat in het post-linkse anarchisme te maken heeft met het opleggen van abstracte categorieën aan de werkelijkheid, op een manier die verlangens verdraaien en onderdrukken (iets anders dan “ethiek,” wat een beweegreden is voor een manier van leven, overeenkomstig de roep van Friedrich Nietzsche voor een ethiek “voorbij goed en kwaad”), en van een “puriteinse levenshouding,” wat daar een variant van is. Hij valt Bookchin aan vanwege zijn Stalinistische wortels, en zijn falen in het afstand nemen van zijn eigen eerdere connecties met wat hij zelf als “levensstijl”-onderwerpen aan de kaak had gesteld (zoals de leuzen van mei 1968). Hij beweert dat de categorieën "levensstijl-anarchisme" en "individualistisch anarchisme" zomaar wat zijn. Hij stelt dat Bookchin een "arbeidsethiek" aanvaardt, en dat zijn favoriete thema’s, zoals de openlijke veroordeling van de Yuppen, in feite thema’s van de massaconsumptiecultuur zijn en dat hij er niet in slaagt om de maatschappelijke basis bloot te leggen van het kapitalistische “egoïsme;” Black, daarentegen, roept op tot een “verlicht “egoïsme” dat tegelijkertijd sociaal is, zoals in het werk van Max Stirner.
Black beweert dat Bookchin de kritiek, dat werk asociaal zou zijn, verkeerd heeft begrepen, omdat hij daarmee in feite ongedwongen maatschappelijke relaties propageert. Hij betoogt dat Bookchin gelooft dat werk wezenlijk bij de mens behoort en dat hij daarom tegen het afschaffen van het werken is. En hij houdt hem voor dat hij Blacks eigen boeken over werken negeert, dat hij de technologie idealiseert en de historische ontwikkeling van het werk verkeerd begrijpt.
Hij hekelt het veronderstelde falen van Bookchin bij het aanknopen van banden met de linkse groeperingen die hij nu prijst, en het feit dat hij anderen aanvalt voor tekortkomingen (zoals het gebrek aan een groot publiek en het krijgen van gunstige besprekingen in “yuppen”bladen) waaraan hij zich zelf schuldig maakt. Hij beschuldigt Bookchin ervan dat hij zichzelf tegenspreekt, door bijvoorbeeld dezelfde mensen “bourgeois” en “proletariër,” of “individualist” en “fascist” te noemen. Hij beweert dat Bookchins “maatschappelijke vrijheid” “metaforisch” en inhoudelijk geen echte vrijheid is. Hij levert kritiek op het feit dat Bookchin zich de anarchistische traditie toe-eigent, waarbij hij aanvoert dat hij wel schrijvers als Stirner en Paul Goodman afwijst en berispt hem voor het impliciet identificeren van dergelijke schrijvers met het anarcho-kapitalisme, en het verdedigen van wat hij een "epistemologische breuk" noemt, die tot stand gebracht is door mensen als Stirner en Nietzsche. Hij beweert dat de post-linkse “minachting voor theorie” gewoon Bookchins manier is om te zeggen, dat zij zijn theorieën negeren. Hij geeft een gedetailleerd antwoord op de beschuldiging van Bookchin over een verbond tussen het eco-anarchisme en fascisme, via een gemeenschappelijke basis in de Duitse Romantiek, waarbij hij zowel kritiek uitoefent op het leggen van dat verband (wat hij "McCarthyistisch" noemt) en het geschetste beeld van de romantiek zelf; hij suggereert dat de bronnen van Bookchin, zoals Michael Bakoenin, politiek niet correcter zijn dan de bronnen die hij afwijst, en beschuldigt hem ervan dat uit zijn boeken fascistische retoriek en propaganda klinkt. Hij draagt bewijzen aan, waarmee hij het verband bestrijdt dat Bookchin legt tussen “terrorisme” en het individualistische anarchisme, in plaats van met het sociale anarchisme. Hij wijst op carnavaleske aspecten van de Spaanse Burgeroorlog om het dualisme van Bookchin te ondermijnen.
Black herhaalt vervolgens de post-linkse kritiek op het georganiseerd zijn aan, waarbij hij zijn kennis van de geschiedenis van het anarchisme erbij haalt in een poging om te kritiek van Bookchin te weerleggen, namelijk dat de drang om te organiseren is gebaseerd op onwetendheid. Hij beweert onder andere dat in een verstedelijkt gebied rechtstreekse democratie onmogelijk is, omdat het daar ontaardt in bureaucratie, en dat de organiserende anarchisten zoals de Confederación Nacional del Trabajo compromissen sluiten met het staatsgezag. Hij betoogt dat Bookchin helemaal geen anarchist is, maar meer een “voorstander is van de geleide economie op regionaal of stedelijk zelfbestuurniveau,” die door de lokale overheid wordt toegekend aan het plaatselijke bestuur – waarbij hij zijn bespreking doorspekt met verdere puntsgewijze bezwaren (bijvoorbeeld of New York een “organische gemeenschap” is, gezien het hoge misdaadcijfer en of gemeenten die zich bij elkaar hebben aangesloten verenigbaar zijn met een rechtstreekse democratie). Hij heeft het ook over het verzet van Bookchin tegen het relativisme, waarbij hij betoogt dat dit relativisme wordt gesteund door de wetenschap, met name de antropologie – en vervolgt met het aanvoeren van bewijzen, dat Bookchins werk vijandige besprekingen heeft gekregen in sociale wetenschaps-tijdschriften, waarbij zijn wetenschappelijke achtergrond werd aangevallen en zijn dialectiek als onwetenschappelijk werd afgewezen. Vervolgens behandelt hij puntsgewijs de kritiek van Bookchin op het primitivisme, waarbij hij onderwerpen ter sprake brengt, zoals levensverwachtingsstatistieken en de veronderstelde milieuvernietiging door jagers/verzamelaars. Hij besluit met een oproep voor een anarchistische paradigma-verschuiving, gebaseerd op post-linkse thema’s, wat hij aanprijst als de “anarchie ná het linksisme,” uit de titel van zijn boek.
Bookchin heeft nooit gereageerd op de kritiek van Black, die daarmee doorging in essays zoals "Withered Anarchism (Het verlepte Anarchisme)," "An American in Paris (Een Amerikaan in Parijs)," en "Murray Bookchin and the Witch-Doctors (Murray Bookchin en de Medicijnmannen)." Bookchin nam later afstand van het anarchisme en koos voor een rechtstreekse vorm van democratie die hij “communalisme” noemde.

## Ruzie met de “Church of the SubGenius"
Volgens twee verklaringen van Black werd op 22 november 1989 op zijn thuisadres een bompakketje afgeleverd. Black beweerde dat het een lid van de Church of the SubGenius, John Hagen-Brenner was geweest, die hem een “geïmproviseerd explosief had gestuurd, bestaande uit een audiocassettedoosje verbonden aan vier cadmiumbatterijen, vier flitslampjes en vijf voetzoekers,” zoals beschreven staat in het document met de aanklacht, dat zich in het archief van de federale arrondissementsrechtbank bevindt. Volgens Black vond hij dat het pakketje er verdacht uitzag en in een opwelling “gooide hij het tegen de muur. Er ontstond een flits (de flitslampjes) en een rookwolk, maar de vijf voetzoekers gingen niet af.” Black leverde het spul in op het politiebureau. Hij gaat ervan uit, dat het pakketje naar hem was gestuurd, omdat hij kritiek op die Kerk had uitgeoefend en heeft dat incident herhaaldelijk te berde gebracht in zijn artikelen over de Kerk. Ivan Stang en andere leden van de Kerk hebben elke betrokkenheid in dit voorval ontkend, en er is niemand anders aangeklaagd. Een van de artikelen van Black werd teruggestuurd en hij werd geschrapt uit de adressenlijst van de SubGeniuskerk.